# Taeghwan Hyeon

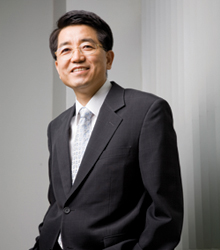
Taeghwan Hyeon

Taeghwan Hyeon (* 1964 in Dalseong-gun in Daegu) ist ein südkoreanischer Chemiker und Nanowissenschaftler.
Hyeon studierte Chemie an der Seoul National University mit dem Bachelor-Abschluss 1987 und dem Master-Abschluss 1989 und wurde 1996 bei Kenneth S. Suslick an der University of Illinois at Urbana-Champaign promoviert (Dissertation: Nanostructured Catalytic and Magnetic Materials: Sonochemical Synthesis and Characterization). Als Post-Doktorand war er bei Wolfgang M. H. Sachtler an der Northwestern University. Ab 1997 war er wieder an der Seoul National University, wo er Professor ist.
Er ist bekannt für Synthese und Anwendung von Nanopartikeln gleichförmiger Größe, wofür er mit seiner Gruppe eine neue allgemein auf viele Übergangsmetalle und Oxide anwendbare Synthesemethode (heat-up process) entwickelte. Damit entwickelte er zum Beispiel ein neues MRI-Kontrastmittel aus biokompatiblen Manganoxid-Nanopartikeln, mit dem detaillierte Aufnahmen der Anatomie des Mäusehirns gelangen. Er entwickelte auch multifunktionale Nanoteilchen, die in der Medizin gleichzeitig sowohl für Bildgebung auf verschiedenen Wellenlängen als auch für die Therapie nutzbar sind.
Er ist Mitglied der Korean Academy of Science and Technology (2010) und der Nationalen Ingenieursakademie Südkoreas (2012). 2006 wurde er Fellow der Royal Society of Chemistry. Er gehört zu den hochzitierten Wissenschaftlern und ist seit 2020 gehört er zu den Clarivate Citation Laureates. 2012 erhielt er den Ho-Am-Preis in Ingenieurswesen. Er ist seit 2010 Distinguished Fellow der Seoul National University. 2024 wurde Hyeon zum Mitglied der National Academy of Engineering gewählt.

## Schriften (Auswahl)
- mit S. S. Lee u. a.: Synthesis of highly crystalline and monodisperse maghemite nanocrystallites without a size-selection process, Journal of the American Chemical Society, Band 123, 2001, S. 12798–12801
- mit S. W. Kim, M. Kim, W. Y. Lee: Fabrication of hollow palladium spheres and their successful application to the recyclable heterogeneous catalyst for Suzuki coupling reactions, Journal of the American Chemical Society, Band 124, 2002, S. 7642–7643
- Chemical synthesis of magnetic nanoparticles, Chemical Communications, 2003, S. 927–934
- mit J. Park u. a.: Ultra-large-scale syntheses of monodisperse nanocrystals, Nature Materials, Band 3, 2004, S. 891–895
- mit j. Park u. a.: Synthesis of monodisperse spherical nanocrystals, Angewandte Chemie Int. Edition, Band 46, 2007, S. 4630–4660
- mit J. Lee, J. Kim: Recent progress in the synthesis of porous carbon materials, Advanced Materials, Band 18, 2006, S. 2073–2094
- mit J. Kim u. a.: Magnetic fluorescent delivery vehicle using uniform mesoporous silica spheres embedded with monodisperse magnetic and semiconductor nanocrystals, Journal of the American Chemical Society, Band 128, 2006, S. 688–689
- mit J. Kim u. a.: Multifunctional uniform nanoparticles composed of a magnetite nanocrystal core and a mesoporous silica shell for magnetic resonance and fluorescence imaging and for drug delivery, Angewandte Chemie, Band 120, 2008, S. 8566–8569
- mit J. Kim, Y. Piao: Multifunctional nanostructured materials for multimodal imaging, and simultaneous imaging and therapy, Chemical Society Reviews, Band 38, 2009, S. 372–390
- mit H. B. Na, I. C. Song: Inorganic nanoparticles for MRI contrast agents, Advanced Materials, Band 21, 2009, S. 2133–2148
- mit J. Yu u. a.: High-resolution three-photon biomedical imaging using doped ZnS nanocrystals, Nature Materials, Band 12, 2013, S. 359–366